# Adonisea demaculata
Adonisea demaculata är en fjärilsart som beskrevs av Embrik Strand 1921. Adonisea demaculata ingår i släktet Adonisea och familjen nattflyn. Inga underarter finns listade i Catalogue of Life.